# Nader El-Sayed
Nader El-Sayed (in arabo نادر السيد‎?; Dakahlia, 13 dicembre 1972) è un ex calciatore egiziano, di ruolo portiere.

## Palmarès

### Club

#### Competizioni nazionali
- Campionato egiziano: 3

Zamalek: 1991-1992, 1992-1993
Al-Ahly: 2005-2006
- Coppa d'Egitto: 1

Al-Ahly: 2005-2006
- Supercoppa d'Egitto: 1

Al-Ahly: 2005

#### Competizioni internazionali
- CAF Champions League: 4

Zamalek: 1994, 1996
Al-Ahly: 2005, 2006
- Supercoppa CAF: 3

Zamalek: 1994, 1997
Al-Ahly: 2005

### Nazionale
- Coppa delle Nazioni Africane Under-20: 1

1991
- Coppa araba FIFA: 1

1992
- Coppa d'Africa: 1

1998

### Individuale
- Miglior portiere dell'African Youth Championship: 1

1991
- Miglior portiere della Coppa d'Africa: 2

1998, 2000